# Туртур, Майкл
Майкл Колин Туртур (англ. Michael Colin Turtur; род. 2 июля 1958, Аделаида) — австралийский трековый велогонщик, выступавший за сборную Австралии по велоспорту в 1978—1986 годах. Чемпион летних Олимпийских игр в Лос-Анджелесе в командной гонке преследования, трёхкратный победитель Игр Содружества. Также известен как тренер, спортивный функционер и организатор соревнований по велоспорту.

## Биография
Майкл Туртур родился 2 июля 1958 года в городе Аделаида, Южная Австралия.
Впервые заявил о себе на международном уровне в сезоне 1978 года, когда вошёл в основной состав австралийской национальной сборной и выступил на Играх Содружества в Эдмонтоне, где стал седьмым в скрэтче на 10 миль и шестым в спринте на 1000 метров.
Находился в составе олимпийской команды, собравшейся для участия в летних Олимпийских играх 1980 года в Москве, однако в итоге из-за болезни выступить здесь не смог.
В 1982 году на Играх Содружества в Брисбене одержал победу в индивидуальной и командной гонках преследования, тогда как в скрэтче взял бронзу.
Благодаря череде удачных выступлений удостоился права защищать честь страны на Олимпийских играх 1984 года в Лос-Анджелесе. В программе командного преследования вместе с соотечественниками Майклом Гредной, Кевином Николсом и Дином Вудсом обошёл всех соперников по турнирной сетке и завоевал золотую олимпийскую медаль, несмотря на полученную ранее травму запястья.
После лос-анджелесской Олимпиады Туртур ещё в течение некоторого времени оставался в составе трековой команды Австралии и продолжал принимать участие в крупнейших международных соревнованиях. Так, в 1986 году он отметился выступлением на Играх Содружества в Эдинбурге, где вновь победил в командной гонке преследования, в то время как в индивидуальном преследовании показал седьмой результат.
Завершив карьеру спортсмена, занялся тренерской деятельностью, в частности пять лет тренировал велогонщиков в Спортивном институте Южной Австралии. С 1993 года являлся менеджером и промоутером велотрека «Аделаида Супер-Дром», где проходили подготовку сильнейшие трековые велогонщики страны. Проявил себя как спортивный функционер, входил в совет Австралийской спортивной комиссии, занимал должность президента трековой комиссии в Международном союзе велосипедистов. Организатор многих международных соревнований на треке и на шоссе, в том числе известен как многолетний директор гонок «Тур Даун Андер» и «Пипл’с Чойс Классик».
За выдающиеся достижения в велоспорте в 2018 году награждён орденом Австралии в степени офицера.